# Steve Reich and Musicians
Steve Reich and Musicians, parfois appelé Steve Reich Ensemble, est un ensemble musical fondé en 1966 par le compositeur américain Steve Reich pour expérimenter et jouer ses compositions de musique de phase.

## Historique
L'ensemble est initialement un trio comprenant Art Murphy et Jon Gibson réunis vers 1966 autour de Steve Reich. Le groupe commence ses représentations dans les lofts, galeries d'art contemporain de Chelsea, et musées de New York à la fin des années 1960. Le trio originel s'est agrandi en 1971 pour les besoins de la création de la première pièce de Reich nécessitant un plus grand effectif, Drumming écrit pour une dizaine de percussionnistes et deux voix. The Kitchen fut l'un des lieux de création qui permit à Reich et ses musiciens de jouer et d'enregistrer de nombreuses œuvres, dont la plus fameuse  est Music for 18 Musicians datant de 1976. Avec le succès de 18, l'ensemble a connu un début de carrière internationale, et a influencé de nombreux autres compositeurs, comme Phil Glass et son Philip Glass Ensemble (dont un certain nombre de membres sont communs aux deux formations), ou un groupe comme Bang on a Can.

### The London Steve Reich Ensemble
En 2005, le London Steve Reich Ensemble (ou LSRE) est formé en Angleterre par des étudiants de l'Académie royale de musique de Londres sous l'impulsion principale du pianiste Vincent Corver et du chef d'orchestre Kevin Griffiths. L'ensemble londonien accorde bien évidemment un intérêt particulier à la musique de Steve Reich, mais s'ouvre à la musique contemporaine en général. Bien qu'apprécié par Reich, cet ensemble est totalement indépendant de son quasi homonyme américain.

## Compositions
La taille de l'ensemble est assez variable, allant de 18 à 22 instrumentistes au maximum, à un duo de musiciens au minimum comme pour les œuvres Piano Phase et Clapping Music. 
Le Steve Reich Ensemble consiste principalement en des percussions préparées comme les marimbas, les vibraphones, les glockenspiels, en pianos, ainsi que des instruments à vent comme les clarinettes basses, et en voix (généralement des sopranes et altistes).

## Membres

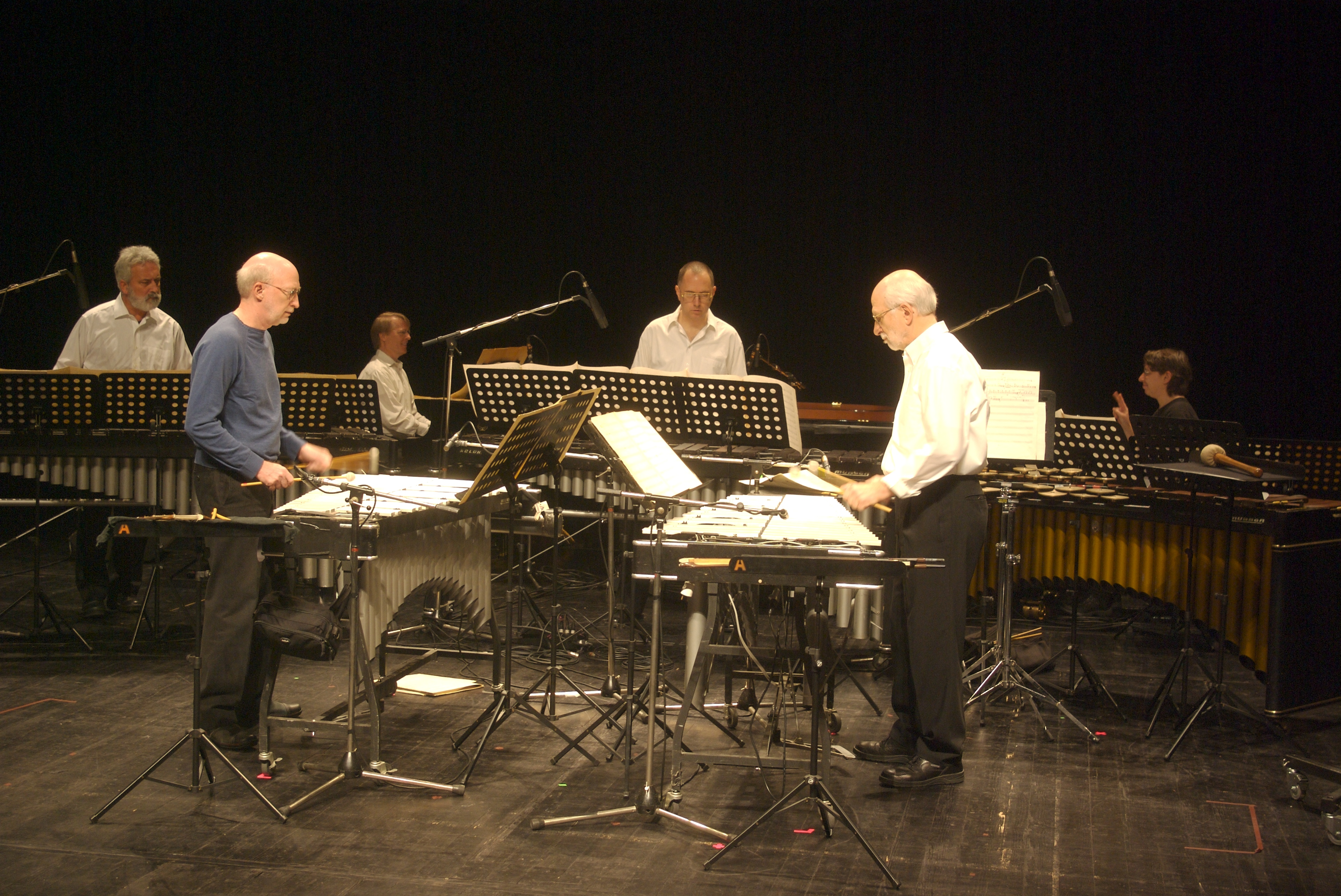
Le Steve Reich Ensemble en répétition de Sextet au Havre. De gauche à droite : Garry Kvistad, Bob Becker, Edmund Niemann, Thad Wheeler, Russell Hartenberger, et Nurit Tilles

- Steve Reich : percussions (caisses claires, marimba), piano, sifflets
- Pamela Wood Ambush : chanteuse
- Rebecca Armstrong : chanteuse (soprano)
- Marion Beckenstein : chanteuse (soprano)
- Bob Becker : percussions (caisses claires, marimba, xylophone). C'est un membre fondateur du groupe et aussi un membre de Nexus
- Phillip Bush : piano
- Jay Clayton : chanteur (alto), piano
- Tim Ferchen : percussions (marimba, xylophone)
- Ben Harms : percussions (caisse claire, marimba)
- Russell Hartenberger : percussion (caisse claire, marimba, xylophone). C'est un membre fondateur du groupe et aussi un membre de Nexus.
- Garry Kvistad : percussions (glockenspiel, marimba, xylophone), piano
- Jeanne LeBlanc : violoncelle
- Richard Rood : violon
- Elizabeth Lim : violon
- Edmund Niemann : piano
- James Preiss : percussions, vibraphone, piano
- Joseph Rasmussen : percussions
- Todd Reynolds : violon
- Cheryl Bensman Rowe : chanteuse (soprano)
- Gary Schall : percussions
- Leslie Scott : clarinette, clarinette basse
- Mort Silver : piccolo
- Nurit Tilles : piano, orgue électrique
- Glen Velez : percussions
- Thad Wheeler : percussions (batterie, glockenspiel, marimba, maracas)
- Evan Ziporyn : clarinette, clarinette basse
- Mark Stewart : guitare électrique

## Discographie

### Steve Reich and Musicians
- The Desert Music avec le Brooklyn Philharmonic Orchestra et chœurs, dirigé par Michael Tilson Thomas,  Nonesuch Records 79101.
- Drumming, Nonesuch Records 79170
- Drumming, Music for Mallet Instruments, Voices, and Organ, Six Pianos, Deutsche Grammophon DG 427 428-2
- Drumming, Deutsche Grammophon DG 474 323-2
- Music for a Large Ensemble, Octet, Violin Phase, ECM New Series 78118-21168
- Music for 18 Musicians, ECM New Series 78118-21129
- Music for 18 Musicians, Nonesuch Records 79448
- Sextet, Six Marimbas,  Nonesuch Records 79138
- Six Pianos, Pendulum Music, Violin Phase, Music for Pieces of Wood, Drumming Part Four, live à The Kitchen en 1977, Orange Mountain Music 0018
- Tehillim, ECM New Series 21215

### Steve Reich Ensemble
- The Cave, Nonesuch Records 79327
- City Life, Nagoya Marimbas, Proverb, Nonesuch Records 79430
- Three Tales, avec Synergy Vocals, Nonesuch Records 79662

### London Steve Reich Ensemble
- Sextet, Piano Phase, Eight Lines, CPO, 2007.
- Different Trains, Triple Quartet, Piano Counterpoint, EMI Classics, 2011.